# Anno Online
Anno Online è stato un videogioco per browser free-to-play di genere strategico sviluppato da Blue Byte e pubblicato da Ubisoft nel 2013. È uno spin-off della serie di videogiochi Anno. Una versione per Microsoft Windows, macOS e Linux è uscita su Steam il 1º luglio 2015.

## Modalità di gioco
I giocatori hanno la possibilità di sviluppare e gestire città insulari fortificate, partendo dai primi coloni per arrivare agli imperi commerciali.

## Sviluppo
La closed beta inglese è iniziata il 23 aprile 2013 e la beta aperta è iniziata il 14 maggio dello stesso anno. La fase beta è terminata il 25 settembre. Il gioco è stato in "modalità di manutenzione" a partire dal settembre del 2017, il che significava che non ci sarebbero stati ulteriori sviluppi o eventi di gioco importanti in futuro. Il gioco è stato chiuso il 31 gennaio 2018.